# Manabu Soya
Manabu Soya (征矢 学, Soya Manabu) (né le 23 décembre 1984 à Hirakata, Osaka), est un catcheur (lutteur professionnel) japonais. Il travaille actuellement[Quand ?] à la Wrestle-1, où il est un ancien champion de la Wrestle-1.

## Carrière

### All Japan Pro Wrestling (2007-2013)
Après son retour au Japon, Soya fait équipe avec Seiya Sanada et le 29 août 2010, ils battent TARU et Big Daddy Voodoo et remportent les AJPW All Asia Tag Team Championship. Le 21 mars 2011, ils perdent les titres contre Daisuke Sekimoto et Yuji Okabayashi.
À la fin de l'année 2011, il forme avec le vétéran Takao Omori l'équipe "GET WILD". Le 20 mars 2012, ils battent Dark Cuervo et Dark Ozz et remportent les AJPW World Tag Team Championship. Le 20 mai 2012, ils perdent les titres contre Joe Doering et Seiya Sanada.

### Wrestle-1 (2014-2020)
Le 30 janvier 2015, il perd contre Keiji Mutō et ne remporte pas le Wrestle-1 Championship. 
Le 12 juillet, lui et Jun Kasai battent Team 246 (Kaz Hayashi et Shūji Kondō) et remportent les Wrestle-1 Tag Team Championship. Le 30 août, il remporte le Wrestle-1 Grand Prix 2015 en battant Shūji Kondō en finale. Le 21 septembre il bat Kai et remporte le Wrestle-1 Championship. Le 3 novembre, lui et Jun Kasai conservent les Wrestle-1 Tag Team Championship contre TriggeR (Hiroki Murase et Shotaro Ashino). Le 27 novembre, ils perdent les titres contre TriggeR (Masayuki Kōno et Shūji Kondō). Le 10 janvier 2016, il perd le Wrestle-1 Championship contre Yuji Hino. Le 1er juillet, il remporte le Wrestle-1 Grand Prix 2016 en battant Yuji Hino en finale.
Le 29 juillet, lui et Jun Kasai battent Yasufumi Nakanoue et Yuji Okabayashi et remportent les Wrestle-1 Tag Team Championship pour la deuxième fois.
Le 18 décembre, lui et Takao Omori battent Jake Lee et Kento Miyahara en finale du World's Strongest Tag Determination League 2016 de la All Japan Pro Wrestling pour remporter le tournoi. Le 4 mai 2017, il perd contre Shotaro Ashino et ne remporte pas le Wrestle-1 Championship. Le 6 mai, lui, Kaz Hayashi et Shūji Kondō battent New Era (Andy Wu, Koji Doi et Kumagoro) et remportent les UWA World Trios Championship. Le 4 juin, ils perdent les titres contre Jiro Kuroshio, Kumagoro et Jay Freddie.
Le 18 juin, lui, Nosawa Rongai et Ganseki Tanaka battent Jiro Kuroshio, Kumagoro et Jay Freddie et remportent les UWA World Trios Championship.
Le 14 mars 2018, il bat Shotaro Ashino et remporte le titre de Champion De La Wrestle-1 pour la deuxième fois. Le 18 avril, lui et Akira battent Koji Doi et Kumagoro et remportent les Wrestle-1 Tag Team Championship. Le 6 mai, ils perdent les titres contre Enfants Terribles (Shotaro Ashino et Kuma Arashi). Le 2 septembre, il perd le Wrestle-1 Championship contre Shotaro Ashino.

### Pro Wrestling Noah (2020-...)
Le 19 avril 2020, il effectue ces débuts à la Pro Wrestling NOAH en se révélant être le plus récent membre du clan KONGOH, il fait ensuite équipe avec Kenoh, Masa Kitamiya, Yoshiki Inamura, Haoh et Nioh pour battre AXIZ (Gō Shiozaki et Katsuhiko Nakajima), Muhammad Yone, Shuhei Taniguchui, Daisuke Harada et Kinya Okada.
Le 21 juin, il  perd contre Katsuhiko Nakajima et ne remporte pas le GHC National Championship,.
Lors de Wrestle Kingdom 16 - Tag 3, lui, Katsuhiko Nakajima, Kenoh, Tadasuke et Aleja perdent contre Los Ingobernables de Japón (Tetsuya Naitō, Shingo Takagi, Sanada, Hiromu Takahashi et Bushi).
Lors de Bumper Cromp 2022 In Sendai, lui et Kenoh perdent contre M's Alliance (Keiji Mutō et Naomichi Marufuji) et ne remportent pas les GHC Tag Team Championship.
Lors de Wrestle Kingdom 17 In Yokohama Arena, il bat Sanada.
Lors de Voyage 2023 In Yokohama, lui et Kenoh perdent contre Daiki Inaba et Masa Kitamiya et ne remportent pas les GHC Tag Team Championship. Le 21 mars, ils battent Yuma Aoyagi et Naoya Nomura et remportent les AJPW World Tag Team Championship. Lors de Sunny Voyage 2023, ils conservent leur titres contre Kono et Suwama.
Lors de The New Year 2024, il perd contre Kenoh et ne remporte pas le GHC Heavyweight Championship.
Le 2 mars, il perd contre Ozawa pour le GHC Heavyweight Championship et perd également son GHC National Championship.

## Palmarès
- All Japan Pro Wrestling
  - 2 fois AJPW All Asia Tag Team Championship avec Seiya Sanada
  - 4 fois AJPW World Tag Team Championship avec Takao Omori (3) et Kenoh (1)
  - World's Strongest Tag Determination League (2012, 2016) avec Takao Omori
  - 1 fois F-1 Tag Team Championship avec RG
  - January 2 New Year's Heavyweight Battle Royal (2012)

- Big Japan Pro Wrestling
  - 1 fois BJW World Strong Heavyweight Championship

- Pro Wrestling NOAH
  - 2 fois GHC National Championship
  - All Four Sides (2020)

- Wrestle-1
  - 2 fois Wrestle-1 Championship
  - 3 fois Wrestle-1 Tag Team Championship avec Jun Kasai (2) et Akira (1)
  - 2 fois UWA World Trios Championship avec Kaz Hayashi et Shūji Kondō (1), Ganseki Tanaka et Nosawa Rongai (1)
  - Wrestle-1 Grand Prix (2015, 2016)

## Récompenses des magazines
- Pro Wrestling Illustrated

| Année | 2012 | 2013 | 2014 à 2015 | 2016 | 2017       | 2018 | 2019 | 2020 à 2022 | 2023 | 2024 |
| ----- | ---- | ---- | ----------- | ---- | ---------- | ---- | ---- | ----------- | ---- | ---- |
| Rang  | 252  | 139  | Non classé  | 266  | Non classé | 307  | 360  | Non classé  | 312  | 374  |

- Tokyo Sports
  - Best Tag Team Award (2012) avec Takao Omori